# ياسين بن رحو
ياسين بن رحو (بالفرنسية: Yassine Benrahou)‏ لاعب كرة قدم مغربي من مواليد لو بلان مينيل (بالفرنسية: Le Blanc-Mesnil)‏ في الشواحي الشمالية لباريس) في فرنسا في 24 كانون الثاني 1999 يلعب حاليا (موسم 2020-2021) مع نادي نيم الفرنسي إضافة إلى منتخب المغرب لكرة القدم. ولد لأب مغربي وأم جزائرية.

## المسيرة الكروية
في السادس من آب 2018 وقع بن رحو أول عقد احترافي مع نادي بوردو الفرنسي وبقي مع النادي لثلاث سنوات.
انتقل في حزيران 2020 إلى نادي نيم أولمبيك بعد أن أمضى النصف الثاني لموسم 2019-2020 معارا مع الفريق. بلغت مدة العقد ثلاث سنوات بقيمة 1.5 مليون يورو دفعت إلى فريق بوردو.

## روابط خارجية
- ياسين بن رحو على موقع رابطة كرة القدم الفرنسية للمحترفين (الإنجليزية)
- ياسين بن رحو على موقع قاعدة بيانات كرة القدم.إي يو (الإنجليزية)
- ياسين بن رحو على موقع ليكيب (الفرنسية)
- ياسين بن رحو على موقع Soccerway.com (الإنجليزية)
- ياسين بن رحو على موقع عالم كرة القدم.نت (الإنجليزية)